# Hildebrand Gregori
Pour les articles homonymes, voir Gregori.
Hildebrand Gregori, au siècle Alfredo Antonio (18 mai 1894 - 12 novembre 1985) est un moine bénédictin italien de l'ordre des Sylvestrins, abbé et supérieur général de sa branche, fondateur des sœurs réparatrices de la Sainte Face de Notre Seigneur Jésus Christ. Il est reconnu vénérable par l'Église catholique.

## Biographie
C'est à l'âge de douze ans qu'Alfredo Antonio Gregori intègre la congrégation sylvestrine de la Confédération bénédictine. Il commence son noviciat en 1909 et fait sa profession religieuse sous le nom de frère Ildebrando (Hildebrand en français). Il est ordonné prêtre le 29 octobre 1922. Après avoir occuper les tâches les plus humbles de sa communauté, il devient maître de novices. Il est apprécié par sa rigueur mais aussi par ses qualités humaines et spirituelles. Il devient ensuite aumônier de différents communautés religieuses et fait la connaissance de Maria Pierina De Micheli, dont il devient le confident et le directeur spirituel. Elle lui fait part de ses expériences mystiques et des demandes que le Christ lui aurait confier dans des extases, au sujet de la Sainte Face.
En 1939, Hildebrand Gregori est élu supérieur général de la congrégation sylvestrine. Il doit directement faire face aux ravages de la Seconde Guerre mondiale, et met ses religieux au service des blessés, des réfugiés et des minorités persécutées. Inspiré par les révélations mystiques de Maria Pierina De Micheli, c'est une fois la guerre finie qu'il donne naissance à la congrégation religieuse des Sœurs bénédictines réparatrices de la Sainte Face. Le nouvel institut a pour but de propager la dévotion à la Sainte-Face et de s'occuper des jeunes abandonnés ou issus des milieux défavorisés. La vocation de ces religieuses : "vivre et agir pour réparer les offenses faites à la Face du Christ".
Les dernières années de sa vie, Hildebrand Gregori est malade et il se retire dans la communauté "Deo Gratias" à Rome, qu'il avait fondé, où il décède le 12 novembre 1985.

## Béatification
Le 7 novembre 2014, le pape François reconnaît l'héroïcité de ses vertus et le déclare vénérable.

## Sources
- http://nominis.cef.fr/contenus/saint/12931/Venerable-Hildebrand-Gregori.html